# Coracias
Coracias is een geslacht van vogels uit de familie scharrelaars (Coraciidae). De wetenschappelijke naam  werd in 1758 gepubliceerd door Carl Linnaeus in de tiende editie van Systema naturae.
De soorten komen vooral in Afrika voor, behalve de Indische scharrelaar en de sulawesischarrelaar. De gewone scharrelaar broedt tot in West-Europa, maar trekt 's winters naar Afrika. Deze soorten jagen vanuit een vaste zitplaats. Vaak zitten ze op een hoge tak en ondernemen vanuit die positie duikvluchten om kleine gewervelde dieren zoals hagedissen, of grote ongewervelde dieren zoals grote insecten te pakken.

## Soorten
- Coracias abyssinicus – Sahelscharrelaar
- Coracias affinis – Indochinese scharrelaar
- Coracias benghalensis – Indische scharrelaar
- Coracias caudatus – Vorkstaartscharrelaar
- Coracias cyanogaster – Blauwbuikscharrelaar
- Coracias garrulus – Scharrelaar
- Coracias naevius – Roodkruinscharrelaar
- Coracias spatulatus – Vlagstaartscharrelaar
- Coracias temminckii – Sulawesischarrelaar